# 전유현
전유현(1990년 11월 14일 ~ )은 대한민국의 레이싱 모델이다.

## 수상
2010년 - XTM 익스트림 서바이벌 레이싱퀸 우승